# 우리집 우렁이는
우리집 우렁이는 2018년부터 카카오페이지에서 '당과' 작가가 연재 중인 화요일 웹툰이다.

## 내용 소개
한국 민담 우렁각시를 소재로 한 작품이다. 민담과 차이점이 있다면 우렁이는 여자가 아닌 남자라는 점과 배경이 현대라는 점이다. 현대 혼자 사는 여자들 중 선녀가 주는 우렁이를 얻은 여자에게 우렁이는 사람의 모습으로 나타나 집안일을 해준다.

## 등장인물

### 우렁이 동거인

#### 차승하: 녹조의 동거인
경기도 판도시 M 게임회사 SR팀 직원, 27세.
부모님은 어릴 적 돌아가셨고, 이모 밑에서 언니와 함께 자랐다. 남에게 마음을 다 열지 못하고 속으로 삼킨다.
사람이기 이전 과거 우렁이였다.

#### 백나미: 산호의 동거인
29세, 작은 회사의 대표이사다. 우렁이 동거인이지만, 현재 남자친구가 있었지만 해어진다.(바람펴서)
연애는 쉬지 않고 하지만 항상 어딘가 외롭다.
그녀의 연애는 항상 좋지 않게 끝이 난다. 자신의 연애방식이 틀리지 않았다는 것을 스스로 증명하고 싶어한다.

#### 정소라: 수초의 동거인
27세, 바쁜 현대 직장인이다. 일, 가족, 시간 어느것 하난 여유롭지 못하다. 다니던 회사에서 큰 프로젝트를 마친 뒤 새로운 회사에 취업했다.

### 우렁이

#### 녹조: 차승하의 우렁이
파란 머리 우렁이. 우렁이 아카데미를 수석으로 졸업했다고 한다.
우렁이 이전에 사람이었다. 동거인을 이름 그대로 부른다.
'산호'와'수초'의 선배이다. 자신이 사람이 되는 것에 '승하'에게 죄책감을 느끼고있다.

#### 산호: 백나미의 우렁이
갈색 머리 우렁이. 물건을 고치는 것이 주특기이다. 목공방에 다니고 있다.
동거인을 아가씨라는 호칭으로 부른다. 이 호칭은 동거인이 지어줬다.
자신이 사람이 되기 위해 아가씨를 이용한다는 생각이 들어 마음이 좋지 않다.

#### 수초: 정소라의 우렁이
120년 산 초록 머리 우렁이. 바느질이 주특기이다. 사람이 되고 수공예 공방을 차리고 싶어 한다.
세 우렁이 중 가장 먼저 동거를 시작했다. 동거인을 주인님이라는 호칭으로 부른다.
사람되기 프로젝트 기간이 다 지나서 실패한거지만, 은비 선녀 도움으로 가장 먼저 사람이 되었다.

### 선녀

#### 은비 선녀
금비 선녀의 동생으로, 현 우렁이 담당 선녀이다. 우렁이들을 사람으로 만들기 위해 노력하고 있고, 인간계에서 새싹 어린이집을 운영했지만 옥황상제가 되어서 수초를 사람으로 만들어준다.

#### 금비 선녀
전 우렁이 선생이자 은비 선녀의 언니. 선계로 오기 전, 지상의 흙과 비 냄새가 그리워 자주 지상으로 내려간다.
지상에서 약방주인을 만나고 사랑에 빠진다. 그를 위해 사람이 되고자 한다.
지금은 사람을 해친 죄를 짓고 선계 옥사에 갇혀있다. 녹조를 싫어한다.

#### 옥사장
금비선녀와 나무꾼 사이에서 태어난 아이로, 태어나자마자 죽었지만 선계에서 다시 태어났다. 금비 선녀가 자신의 어머니인 걸 알지만, 금비선녀에게는 말하지 않고 있다.
잠이 많다. 금비 선녀 곁에 있기 위해 스스로 옥사장을 지원했다. 천계 옥사의 문을 열 수 있다.

#### 옥황 상제
천계의 왕이다. 모든 선녀의 어머니. 은비 선녀를 차기 옥황으로 앉히려 한다.
약조를 맺는 경우가 많다. 은비 선녀, 녹조와 약조를 맺었다.

### 회사 동료

#### 최유준
경기도 판도시 M 게임회사 SR팀 직원, 27세, 승하의 입사 선배
차승하를 좋아한다. 승하에게 한 번 차였다. 어색함을 풀기 위해 여자친구를 사귀었다고 승하에게 거짓말을 해서 지금은 솔로로 살고 있을 지도?

#### 양서영
경기도 판도시 M 게임회사 SR팀 팀장, 30대
사내연애로 결혼에 골인하였다. 출산 휴가와 육아 휴직을 같이 써서 회사를 잠시 쉰다.

#### 문규리
경기도 판도시 M 게임회사 SR팀 대리, 29세

#### 박찬웅
경기도 판도시 M 게임회사 SR팀 직원, 27세, 승하의 입사 동기

#### 최원영
경기도 판도시 M 게임회사 WA팀 팀장이자, 양서영 팀장이 다시 오기까지 SR팀 팀장을 같이 맡는다.

### 주변 인물

#### 이해원(약방 주인)
예전 녹조가 사람이었을 때, 녹조를 보살펴 주시던 분이다. 금비 선녀를 좋아했지만, 자신의 병세를 알고 밀어냈다.
병으로 세상을 떠나고 만다.

#### 나무꾼
금비 선녀와 결혼했었다.

#### 차승미
차승하의 언니, 결혼을 해서 승하와 떨어져살게 되었다. 녹조가 21세가 되기 전이라고 해서 놀란다. 승하 생일날 집으로 놀러감.

#### 이모
차승하, 차승미의 이모. 차 자매 부모님이 모두 돌아가시고 두 자매를 보살피다 암으로 돌아가셨다.

## 작품 설정

### 우렁이
[수초, 산호, 녹조]
한국 민담 '우렁각시'에 나오는 우렁이로, 사람으로 변할 수 있는 우렁이는 100년 이상을 산 영물이다.
우렁이는 각자 사람의 모습으로 동거인 가사 노동을 대신해준다. 작품의 현대 배경에서의 우렁이는 성별이 바뀐 남성이다.
우렁이는 동거인에게 사랑 고백을 받는 즉시 업무 기한이 끝날 때까지 우렁이의 모습으로 돌아가지 못한다. 사랑 고백을 받기 전까지 우렁이는 동거인에게 감정을 느끼지 못하지만 고백을 받은 후, 우렁이도 감정을 느낄 수 있게 된다.

#### 역대 우렁이 성공 전적
우렁이의 성별이 여자였을 때, 성공 사례는 존재하지 않는다. 작품에 중심인물로 등장하는 세 남자 우렁이가 우렁이의 성별을 달리 도입한 사례이며 아직까지 성공한 선배들이 없다.

#### 사람이 되는 조건
1. 1인 가구에 이름이 지어진 우렁이 한 마리, 1년 동안 동거인의 가사노동을 해야 한다.
2. 1년 안에 동거인에게 사랑 고백을 받아야 한다.
3. 가사 노동 업무 기간 1년 안에 우렁이가 동거인에게 사랑 고백을 해야한다. (동거인에게 감정을 느끼지 못하는 우렁이에게 가장 어려운 문제일 수 있지만, 두 번째 조건 달성 시 우렁이도 사람과 같은 감정을 느낄 수 있게 된다는 설정이 담겨있다.)
4. 예외로, 우렁이가 동거인에게 사랑 고백을 받는 두번째 조건을 달성하기 전에 사랑의 감정을 느낄 수있다. ex) 산호

#### 업무 기간이 끝난 우렁이
업무 기간 내에 세 가지 조건을 달성한 우렁이는 진정한 사람이 되어 동거인과 살아가게 된다. 하지만 기간 내에 조건을 전부 달성하지 못한 경우, 100년을 넘게 산 우렁이는 사람으로 변할 수 없는 보통의 우렁이가 되어서 그 즉시 급격한 노화를 받고 죽게 된다.

#### 우렁이 주거
두 번째 조건을 달성하기 전까지는 우렁이가 수조에서 생활이 가능하다. 수조에서는 회복, 목욕, 환복이 가능하다. 두 번째 조건 달성시 우렁이는 수조로 들어가지 못하게 되어 목욕, 식사, 수면까지 동거인의 집에서 함께 하게 된다.본격적인 동거가 시작된다고 부른다.

#### 우렁이 자금
선녀가 사람이 되어가는 우렁이에게 카드와 옷, 핸드폰과 같은 생활에 필요한 물자를 제공한다. 동거인 재산으로 우렁이만을 위한 지출은 금지한다.

#### 사람이 된 우렁이
우렁이가 사람이 되면 인간 나이 20살로 시작하게 된다. 사람으로 변하기가 성공하면 은비 선녀 측 지원으로 원하는 직업과 노후가 보장된다.
단, 녹조 경우,사람이었을 때 나이로 돌아가서 사람이 된다면 21살이 된다.
우렁이가 사람이 된다면 사후관리는 선녀님이 다 해주셔서 성공한다면 무엇이든 걱정없는 미래를 살 수 있다.

### 선녀
[금비 선녀, 은비 서녀, 옥사장]
선계에 사는 존재로, 불로불사이며 모든 게 풍족한 삶을 산다. '우리집 우렁이는'에 나오는 선계 인물들은 모두 성별이 여자이다.
옥황상제도 선녀들의 어머니로 나온다. 선계에서 태어나지 않고, 인간계에서 선계로 선녀가 되어 오는 경우도 있다. 은비 선녀와 금비 선녀가 그 경우이다.
모든 게 풍족한 삶을 사는 선녀에게 소원이란 필요가 없어 우렁이 담당 선녀를 지원하는 선녀는 금비 선녀가 유일했다.

#### 우렁이 담당 선녀
[1대: 금비 선녀, 2대: 은비 선녀]

#### 우렁이 담당 선녀 성공 보수
진급과 옥황상제가 소원 하나를 들어준다.
1. 금비 선녀의 소원은 사람이 되어서 좋아하는 사람과 함께 늙어가는 것이다.
2. 은비 선녀의 소원은 옥사에 갇힌 언니를 풀어주고 언니와 함께 선계로 돌아가는 것이다.

#### 어린이집(새싹 어린이집)
선녀가 운영하는 어린이집으로, 사람이 되어가는 우렁이에게 자금을 공급한다.

#### 우렁이 아카데미 컴퍼니
우렁이가 사람이 되기 위해 가사노동을 배우는 학원이다. 선녀가 운영한다.
아카데미에서 각자 주전공을 하나씩 얻게 된다. 수초는 바느질, 산호는 물건 수리가 전공이다.

#### 옥사
선계에서 죄를 지은 자가 수감되는 곳으로, 외부와 완전히 단절된 곳이다.
옥사장 허락 없이 옥사에 갇힌 사람을 만나기 위해서는 옥사에 있는 인물과 사랑이 담긴 물건을 소지해야한다.
기간이 다 된 우렁이는 옥사로 가게된다. 우렁이가 지낼 수 있는 기간은 만 하루, 하루가 지나면 우렁이는 평범한 우렁이가 되어 죽게된다.

#### 옥황상제와의 약조 내용
1. 맹이를 살리는 대가로 녹조는 우렁이가 된다. 녹조의 운명은 맹이가 가지고 태어난다. (녹조-옥황상제)
2. 두 우렁이의 성공을 조건으로 수초를 사람으로 만들기, 금비 선녀 석방 대신에 은비 선녀가 옥황상제가 되기.(은비 선녀- 옥황상제)

[차승하, 백나미, 정소라]
우렁이와 동거하는 1인 가구 인간 여자. 우렁이가 사람이 되도록 도와주는 역할을 한다.

### 작품 속 도구

#### 파란색 우산
차승하가 고등학교 시절 우산이 없어 뛰어가고 있을 때, 녹조가 두고 간 우산으로 차승하는 아직까지 우산을 가지고 있다.

#### 약방 주인과 금비 선녀의 꽃
약방 주인과 금비 선녀가 처음 만났을 때, 금비 선녀가 약방 주인에게 빌려 준 꽃, 꽃을 돌려받겠다는 명목으로 둘은 만남을 이어갔다. 결국 꽃은 직접 돌려주지 못하고 함에 들어있었다.

#### 함에 든 편지
약방 주인이 죽고나서 남긴 물건으로, 함 속에는 돌려주지 못한 꽃과 솔직한 약방 주인의 마음이 담겨있다. 약방 주인은 끝까지 금비 선녀를 사랑했음을 보여준다.

#### 정소라의 스웨터
수초가 만들어준 스웨터로, 옥사에서 수초와 정소라를 만나게 해준 사랑이 담긴 매개체이다.

#### 선계의 물
선계의 물은 이승의 잊혀진 기억과 전생의 기억 모두를 떠올리게 해준다.

#### 선녀의 날개옷
선녀의 옷은 수선할 수 없지만, 날개만큼은 복구가 가능해서 찣어진 날개만 있어도 선녀는 날 수 있다.

#### 우렁이 수조
우렁이가 생활하는 수조로, 들어갔다 오면 피로도 풀리고 더러워진 몸과 옷을 깨끗하게 바꿔준다. 우렁이가 두 번째 조건을 성공하기 전까지만 거주 가능하다.

## 작품 인물관계도와 사건

#### 녹조-차승하
1. 우렁이와 동거인에 관계이다. 차승하가 동거인, 녹조가 우렁이다.
2. 녹조와 차승하는 현재 처음 만난 사이가 아니다. 녹조는 오랫동안 차승하가 환생하기를 기다렸다.
3. 녹조는 작품 초반 죄책감을 가지고 사람이 되기를 거부한다.
4. 죄책감= 자신때문에 상처를 입고 사람이 되지 못한 채 죽은 것에 대한 마음과 인간이 되어서도 기구한 자신과 같은 운명으로 살게 될 것이라는 것에 대한 미안함
5. 현재 '차승하(여자)'의 이름, 생일, 가족이 죽는 운명까지 모든 것이 과거 '녹조'의 운명이다.

#### 홍승하(녹조)-맹이
1. 현재 동거인 여자의 이름인 '승하'는 본래 녹조의 것이었다. 녹조는 '승하'라는 이름을 가진 인간이었다.
2. 현재 동거인 '차승하'는 '맹이'라는 이름을 가진 우렁이었지만, 녹조와 금비 선녀의 약조로 인간으로 환생할 수 있었다.
3. '맹이'는 녹조의 이름과 운명을 가지고 인간으로 태어나게 되었고, '녹조'는 인간이 아닌 우렁이가 되어 현재 동거인-우렁이의 관계로 다시 만나게 되었다.
4. '맹이'는 요리, 청소, 빨래와 같은 집안 일에는 재능이 없었다.
5. '홍승하(녹조)'는 '맹이'를 좋아하지만, 사랑 고백의 말을 단 한번도 해주지 않아 '맹이'는 사람이 되지 못한 채로 죽었다.
6. '맹이'를 다시 살리고 만날 수 있다는 생각에 옥황상제에게 자신과 '맹이'의 운명을 바꿔달라고 부탁했다.
7. '맹이' 곁에 사람들이 하나 둘 떠나가는 모습을 보고 자신의 소원을 탓하고 자책한다.

#### 홍승하(녹조)-금비선녀
1. 금비 선녀는 자신이 사랑하는 약방주인이 '홍승하'때문에 자신과 만나지 않은다고 생각해 '승하'를 미워한다.
2. 금비 선녀는 '맹이'의 죽음을 목격하고 '홍승하'에게 '맹이'의 죽음의 탓을 돌린다.
3. '홍승하(녹조)'는 금비 선녀와 사람이 되지 않겠다는 약조를 하나 맺는다.
4. 옥사에 갇힌 금비 선녀는 여전히 '홍승하'를 미워하며 자기 동생이 자신을 방문하기 위해선 '홍승하(녹조)'를 데려오도록 시킨다.
5. 금비 선녀는 옥사에서 '홍승하(녹조)'에게 사람이 되지 말라고, 영원히 괴로워하라는 말을 한다.
6. '홍승하(녹조)'는 여전히 '맹이'의 죽음에 죄책감을 느끼며 금비 선녀와의 약조를 지키려 한다.
7. 금비 선녀와 녹조의 관계는 웹툰 마지막으로 갈수록 좋아진다. 옥사에서 금비 선녀가 풀려나고 녹조는 금비 선녀님 요리를 가르쳐주게 된다.

#### 홍승하(녹조)-이해원(약방 주인)
1. '홍승하(녹조)'네 가족은 역모에 휘말리고 '승하(녹조)' 혼자 도망을 보냈다. 산 속으로 도망친 '승하(녹조)'를 약방 주인이 보살펴 주었다.
2. 약방 주인은 '홍승하(녹조)'를 '홍이'라고 부르며 계속 같이 지낸다.
3. 약방 주인은 자신의 병세를 '홍이(녹조)'에게 말하지 않고, 멀리 떠나려 하지만 병으로 죽게 된다.
4. 혼자 남은 '홍이(녹조)'는 약방 주인을 따라 죽으려 하지만, '맹이'가 나타나서 죽지 않는다.
5. 약방 주인은 누군가를 기다리기 위해 집이 아닌 약방에서 자주 머물렀다.

#### 녹조-산호
1. 산호는 은비 선녀가 녹조만 특혜하는 것 같아 선배로 인정하지 않고 좋아하지 않는다.
2. 녹조가 우렁이가 되기 이전 사람이었다는 사실을 알고, 사람의 마음을 아는 녹조가 사람되기가 수월하다는 생각이 들어 시기하고 좋아하지 않았다.
3. 후에는 필요하거나 곤란한 상황이 오면 녹조는 산호에게 부탁을 자주하게 된다.
4. 산호는 상담이 필요할 때, 녹조를 찾고 형이라고 부른다.
5. 시간이 흐를수록 둘 사이 관계는 호전된다.

#### 차승하(여자)-차승미
1. '승미'는 '승하'의 언니로 이모가 돌아가신 후 '이윤우'라는 남자와 결혼했다.
2. '승미'는 결혼하면서 혼자 남겨지는 '승하'를 가여워하며 미안해한다.

#### 차승하(여자)-이모
1. 사고로 부모님을 잃은 '승하','승미'자매를 친척 아무도 맡으려 하지 않을 때, 이모가 자발적으로 책임지기로 나섰다.
2. 이모는 결혼도 하지 않고, 자매를 돌보다가 '승하'가 대학에 들어가고 얼마 지나지 않아 암으로 돌아가셨다.
3. '차승하' 주위에 '차승하'가 알바하는 회사의 게임을 마지막판까지 끝낸 사람은 이모가 유일하다.

#### 백나미-산호
1. 산호는 백나미를 아가씨라고 부른다.
2. 백나미는 산호에게 이성의 감정을 느끼지 못하고 남자 친구를 사귀고 있다.
3. 백나미는 남자 친구를 항상 만나지만 외로움은 채울 수 없고, 아가씨에게 소홀히하는 남자친구가 산호는 거슬린다.
4. 아가씨를 이성으로 느낄 수 없는 산호는 자신이 사람이 되기 위해 백나미를 이용하는 것 같아 마음이 좋지 않다.
5. 산호는 동거인에게 사랑 고백을 받기 전에 사랑의 감정을 알게 되었다.
6. 산호는 수영장으로 나미와 놀러갔을 때, 전화로 고백을 하고 10일동안 수조에서 나오지 않는다.

#### 백나미-남자친구
1. 돈이 많은 백나미에게 많은 선물을 받으며 그녀를 이용한다.
2. 바람을 피고 있으며 후에 산호와 백나미에게 들킨다.
3. 백나미는 남자친구의 일을 눈치채고 있지만, 자신의 고집 때문에 헤어지자는 말을 꺼낼 수 없다.

#### 산호-백나미 남자친구
1. 아가씨 남자친구가 아가씨를 사랑하지 않는다고 생각한다. 아가씨를 대하는 남자의 태도를 못마땅해한다.
2. 후에 카페에서 백나미 남자친구의 바람 현장을 목격한다.
3. 나미 남자친구가 집 앞에 찾아왔을 때, 남자친구 앞에서 나미를 좋아한다고 말한다.
4. 사실, 산호의 고백은 수영장에 놀러갔을 때가 처음이다.

#### 정소라-수초
1. 수초는 정소라를 주인님이라고 부른다.
2. 항상 바쁜 정소라에게 수초는 기한 마지막 날까지 사랑 고백을 듣지 못한다.
3. 수초는 실패로 사람이 되지 못하고 죽어야하지만, 은비 선녀의 부탁으로 수초는 사람이 되었다.
4. 정소라는 "사랑해"라는 말을 하지 않았을 뿐, 수초를 사랑하지 않는 것이 아니다.
5. 옥사에 갇힌 수초를 인간인 '정소라'가 찾을 수 있었다는 것은 둘의 관계가 깊단 것을 의미한다.
6. 사람이 된 수초는 인간 나이 20살로 시작하고, '정소라'에 대한 호칭을 주인님에서 본명으로 바꿨다.

#### 금비 선녀-맹이
1. 금비 선녀는 과거 우렁이를 가르쳐주던 선녀로, '맹이'를 특히 예뻐하셨다.
2. '맹이'의 동거인 '홍승하'가 약방주인이 들인 아이란걸 알고 '맹이'를 데리고 선계로 가려고 했다.
3. '맹이'는 '홍승하'에게 가려고 도망쳤다. 금비 선녀는 잡을 수 있었지만, 사랑하는 사람과 만나지 못하는 슬픔을 알아 놓아주었다.
4. 후에 '맹이'의 죽음을 모격하고 '홍승하'를 더욱 미워한다.

#### 금비 선녀-이해원(약방 주인)
1. 금비 선녀와 약방 주인은 서로 좋아하는 사이이다.
2. 이해원(약방 주인)은 자기 때문에 많은 것을 잃을 선녀를 밀어낸다.
3. 금비 선녀는 자신보다 먼저 약방 주인의 가족이 된 목조를 좋아하지 않는다. 자기 제자인 '맹이'를 죽게 만든 후 더욱 싫어하게 된다.

#### 금비 선녀-나무꾼
1. 약방 주인이 떠나고 외로운 금비 선녀에게 나무꾼이 고백을 함으로 둘은 결혼하게 되었다.
2. 처음 고백과는 다르게 난폭해진 나무꾼에게 금비 선녀는 맞고 구박 받으며 산다.
3. 금비 선녀와 나무꾼 사이에 아이(옥사장)가 하나 있었지만, 갓난아기 시절 나무꾼 때문에 세상을 떠났다.
4. 날개옷을 잃어버렸다는 나무꾼 말과는 다르게 집 안에서 엉망진창이 된 날개옷을 발견하고 금비 선녀는 선계로 간다.
5. 금비 선녀가 선계로 가기 전, 나무꾼을 살해했다. 그 결과 옥사에 갇히게 되었다.
6. 금비 선녀와 나무꾼 사이 있었던 이야기는 금비 선녀가 입을 열지 않아 아무도 모른 체 옥사에 갇히게 되었다.
7. 나무꾼 이야기는 금비 선녀가 말해서 은비 선녀와 금비 선녀의 딸인 옥사장만이 알고 있다.
8. 나무꾼이 금비 선녀의 날개옷을 난도질 해놓고 보관하고 있었다.

#### 금비 선녀-옥사장
1. 나무꾼과 금비 선녀 사이에서 태어난 아이이다.
2. 인간계에서 갓난아기일 때, 죽어서 지금의 옥사장은 아이가 환생한 모습이다.
3. 금비 선녀도 옥사장이 자기 딸이라는 사실을 알지 못한다.
4. 옥사장은 엄마인 금비 선녀 옆에 있고 싶어, 옥사에 스스로 지원했다.
5. 옥사장이 금비 선녀 딸이라는 사실은 은비 선녀와 녹조만이 알고 있다.

#### 금비 선녀-은비 선녀
1. 금비 선녀와 은비 선녀는 선계로 오기 전부터 자매였다.
2. 옥사에 갇혀 있는 금비 선녀는 '녹조'를 데리고 오지 않으면 은비 선녀를 만나주지 않는다.
3. 은비 선녀는 우렁이 성공 보상으로 금비 선녀를 옥사에서 풀어주고 선계로 돌아가고자 한다.
4. 금비 선녀가 1대 우렁이 담당 선녀, 그 뒤를 은비 선녀가 이었다.
5. 은비 선녀는 요리를 잘하지만, 금비 선녀는 잘하지 못한다.
6. 은비 선녀가 옥황상제 자리를 맡게 되면 비는 우렁이 담당 선녀를 금비 선녀가 맡게 된다.

#### 은비 선녀-옥황상제
1. 옥황상제는 은비 선녀를 차기 옥황으로 세우려한다.
2. 은비 선녀는 수초를 사람으로 변신시켜주고 언니를 빼오는 대가로 옥황상제에게 나머지 두 우렁이의 성공을 약속했다. 또 자신이 옥황상제가 되겠다고 약속했다.
3. 옥황상제는 은비 선녀의 부탁을 들어주는 대가로 차기 옥항상제 자리를 물려준다.

#### 은비 선녀- 녹조
1. 금비 선녀와 녹조와의 관계, 맹이를 알고 있다.
2. 은비 선녀는 녹조가 우렁이의 삶을 살고 사람이 되기를 도와준다.
3. 언니인 금비 선녀를 보기 위해 은비 선녀는 녹조를 데려가야 한다.
4. 금비 선녀가 옥사에서 풀려나고 은비 선녀는 녹조를 금비 선녀 보조로 일을 시킨다.

#### 은비 선녀- 수초
1. 사람이 되지 못하고 죽을 위기에 처한 수초가 안타까워 은비 선녀는 옥황상제에게 두 우렁이를 사람으로 만든다는 전제와 상제가 된다는 조건 하에 약속을 맺는다.
2. 수초는 은비 선녀의 도움으로 죽지 않고 사람이 된다.
3. 따지자면 은비 선녀의 이상형은 세 우렁이 중에 수초가 가장 가깝다고 한다.

## 작품 전개

### 시즌 1
[1화부터 45화까지]

### 시즌 2
[46화부터 114화까지]
[46화부터 현재 109화까지 무료로 연재하며 8월 3일 114화로 완결 예정이다.]

## 작품 상품

### 단행본

#### 우리집 우렁이는 1권
1화부터 6화까지 내용[2018년 08.03 발매]

#### 우리집 우렁이는 2권
7화부터 11화까지 내용[2019년 07.15 발매]

#### 우리집 우렁이는 3권
12화부터 16화까지 내용[2019년 11.27 발매]